# 科爾斯堡 (愛荷華州)
科爾斯堡（英語：Colesburg）是一個位於美國愛荷華州特拉華縣的城市。

## 地理
科爾斯堡的座標為42°38′24″N 91°12′05″W / 42.64000°N 91.20139°W，而該地的平均海拔高度為352米（即1155英尺）。

## 人口
根據2010年美國人口普查的數據，科爾斯堡的面積為0.75平方千米，當中陸地面積為0.75平方千米，而水域面積為0.00平方千米。當地共有人口404人，而人口密度為每平方千米538人。